# Pelagohydra mirabilis
Pelagohydra mirabilis är en nässeldjursart som beskrevs av Arthur Dendy 1902. Pelagohydra mirabilis ingår i släktet Pelagohydra och familjen Margelopsidae. Inga underarter finns listade i Catalogue of Life.